# Azur (satelliet)
Azur was de eerste Duitse wetenschappelijke satelliet, gelanceerd in 1969. Deze missie was een samenwerkingsverband tussen NASA-GSFC en het BMWF (Bundesministerium für wissenschaftliche Forschung, Bondsministerie voor wetenschappelijk onderzoek). Deze kunstmaan onderzocht stralingsgordels rond de Aarde.

## Aanloop

### NASA zoekt samenwerking
De VS wendden zich tot West-Duitsland, die ze als economisch en technisch sterke partner zagen. Samenwerking met de top van Duitse industrie en wetenschap, die golden als zeer betrouwbaar, leverde beide partijen voordelen op. NASA hoopte middels internationale projecten op een bredere basis voor hun eigen wetenschappelijk onderzoek. Bovendien daalden zo de kosten voor beide partijen en ontsloten zich interessante markten. Daarnaast bevorderde dit het Amerikaanse imago van een open samenleving, in tegenstelling tot de situatie in de USSR.

De Amerikanen betaalden de draagraket, lancering en volgen van Azur. De Duitsers bekostigden de satelliet en noodzakelijke apparatuur voor grondstations. De Duitse bijdrage kwam uit op 80 miljoen DM.
Het ontwerpen en bouwen van Azur stelde de Duitse industrie voor een uitdagende opgave, die het amper aankon. Bijna alle elektronische onderdelen betrok men daarom van de VS. De samenwerking tussen diverse bedrijven leverde de Duitsers veel nieuwe inzichten en kennis op, waarmee zij naderhand hun voordeel deden. Slechts weinig landen beschikten toen over eigen satellieten. Naast USSR en VS omvatte dit selecte clubje Australië, Canada, Frankrijk, Groot-Brittannië, Italië en Japan.
De VS wisten de voortvarende Duitse aanpak al spoedig op waarde te schatten. Daarom boden zij toenmalig bondskanselier Erhard aan, om gemeenschappelijk een sonde voor zonneonderzoek te bouwen. Dit mondde uit in het Helios-project.

### Overeenkomst
In de vroege zestiger jaren ging men uit van een aanzienlijk zwaardere satelliet met een massa van 3300 pond (een Engels pond is ruim 453 gram, dus bijna 1500 kg). Dit voorlopige ontwerp beschikte over terugkeercapsules. Mettertijd stelde men de eisen naar beneden bij, waarna op 17 juli 1965 NASA en BMWF een Memorandum of Understanding tekenden. Deze overeenkomst bevatte twee delen. Het ontwikkelen van de apparatuur middels ballonvluchten en sondeerraketten en de lancering van de kunstmaan in een elliptische baan.

## Opbouw

### Afmetingen en massa
Eenduidigheid over de exacte massa van Azur ontbreekt en varieert tussen 70,7 à 72,6 kg; de nuttige lading had een massa van 17 kg. De lengte bedroeg 1,15 m bij een diameter van 0,662 m en de verwachte levensduur was een jaar. De accu's werden door zonnecellen van stroom voorzien.

### Instrumenten
Azur deed onderzoek naar kosmische straling en het effect daarvan op de magnetosfeer, in het bijzonder de binnenste Van Allengordel. Naast het meten van afwijkingen van de zonnewind tijdens zonnevlammen was poollicht onderwerp van studie. Tal van wetenschappers grepen hun kans en stelden meer dan 100 experimenten voor, waarvan de projectleiding er zeven honoreerde.

Het instrumentarium van Azur bestond uit:
- Magnetometer (massa 3,4 kg, vermogen 4,3 W)
- Proton-alfa telescoop, voor studie naar protonen en alfadeeltjes (5 kg en 2,6 W)
- Protontelescoop (1,9 kg en 0,6 W)
- Proton-elektron detector, om van de zon afkomstige protonen en elektronen te bestuderen (1,3 kg en 0,6 W)
- Geiger-Mueller tellers, voor onderzoek naar protonen na zonnevlammen (0,85 kg en 0,1 W)
- Geiger elektron tellers, voor onderzoek naar elektronen na zonnevlammen (2 kg en 0,2 W)
- Fotometers voor onderzoek naar poollicht (2,55 kg en 0,7 W)

## Vluchtverloop
De lancering geschiedde op 8 november 1969 met een Scout draagraket vanaf SLC-5 op Vandenberg. Dit verliep zonder problemen. Azur kwam (volgens NASA, diverse bronnen geven afwijkende data) in een sterk elliptische polaire baan met een apogeum van 3150 km, een perigeum van 387 km en een omlooptijd van 122 minuten. De inclinatie bedroeg 102,96° bij een excentriciteit van 0,16948.
Ongeveer 24 uur later trad storing op in het gedeelte dat de commando-instructies verzorgde. Dit probleem keerde met tussenpozen terug. Na een maand, op 8 december, functioneerde de bandrecorder niet meer. Door het uitvallen van de magneetband moest het vaartuig de verzamelde gegevens direct overseinen zonder tussentijdse opslag, hetgeen een grote handicap was. Zo'n 80% van de verwachte inkomende gegevens ging hierdoor verloren. Voordien ontving men op de grond 85 à 90% van de verwachte hoeveelheid gegevens.

Tussen 29 juni en begin juli 1970 verloor de vluchtleiding door onbekende oorzaak alle radiocontact. Vermoedelijk liep de zender schade op door kosmische straling. De kunstmaan functioneerde slechts 233 dagen, maar gold desalniettemin als groot wetenschappelijk en technologisch succes. De eerste West-Duitse kunstmaan was geslaagd. Medio 2017 draaide Azur nog steeds in een baan om de Aarde, met een sterk afgenomen apogeum van 1283,2 km.